# Guillaume Durand de Saint-Pourçain
Pour les articles homonymes, voir Guillaume Durand, Durand et Saint-Pourçain.
Guillaume Durand de Saint-Pourçain, né à Saint-Pourçain-sur-Sioule (Auvergne) vers 1270 et mort à Meaux en 1332 ou 1334, est un philosophe scolastique et théologien français, connu surtout pour son rejet de certaines thèses philosophiques de Thomas d'Aquin. 

## Biographie
Il entre dans l'ordre dominicain au couvent de Clermont, et il est reçu docteur en théologie à Paris en 1313. Le pape Clément V le nomme maître du palais sacré en 1313, charge dans laquelle il fut confirmé par Jean XXII, et qu'il occupa jusqu'en août 1316. Il est élu évêque de Limoux en 1317, puis du Puy le 14 février 1318. Dans ce diocèse, il organise un synode et promulgue en 1320 des statuts synodaux. En tentant d'instaurer des réformes pour maintenir la discipline ecclésiastique, il s'attire les critiques du chapitre cathédral entre 1322 et 1325. Il est ensuite transféré au siège de Meaux le 29 mars 1326.

## Doctrine
Surnommé le Doctor resolutissimus et le Doctor modernus à cause du caractère radical et novateur de ses opinions, il est tenu pour avoir inauguré la troisième période scolastique, qui distingue la philosophie, considérée comme une science de la raison et la théologie, d'ordre spirituel. Dans la recherche de la vérité, l'exercice de la raison l'emporte donc sur toute autorité humaine, celle d'Aristote y compris. Au réalisme aristotélicien de Thomas d'Aquin, il oppose le nominalisme, et il est l'un des précurseurs du terminisme de Guillaume d'Occam. Au centre de sa pensée semble ancrée la volonté de nier ou de supprimer de nombreux concepts de la scolastique qui lui paraissent inutiles ou superflus. Ainsi, toute existence étant pour elle-même singulière, il nie l'existence des universaux. Les choses sont singulièrement[pas clair] et l'universalité n'est qu'une indétermination. Le principe d'individuation est donc inutile. Contre Thomas d'Aquin, il combat la distinction réelle de l'essence et de l'existence, l'unicité de la forme substantielle. Il nie la connaissance de l'âme par elle-même. L'intelligence ne se connaît pas par son essence, mais à travers son  intellection des objets. L'âme ne se distinguant pas de ses opérations, l'universel se fonde sur l'expérience tout en la dépassant. La vérité n'est donc que l'adéquation subjective entre l'objet connu et l'objet perçu. En noétique, il rejette les espèces sensibles, le recours à un intellect agent séparé, la nécessité de représentations conceptuelles distinctes de l'acte intellectuel et défend une appréhension immédiate du réel.

## Œuvres
Durand de Saint-Pourçain est l'auteur d'un commentaire sur les Sentences de Pierre Lombard, dont il existe trois recensions et qui a fait l'objet de nombreuses éditions à partir de  1508 (mais d'aucune édition critique), ainsi que de plusieurs traités de théologie en latin, dont plusieurs questions quodlibétiques. Il a aussi écrit un traité (en latin) sur la puissance temporelle des rois, mentionné par le dominicain Jacques Échard.